# Henryk Cegielski
Henryk Cegielski, né le 31 décembre 1945, à Leszno, en Pologne et mort le 4 février 2015 au Luxembourg, est un ancien joueur polonais de basket-ball. Il évolue durant sa carrière au poste d'ailier.

## Palmarès
- 3e du championnat d'Europe 1967